# Ladislav Vaněk

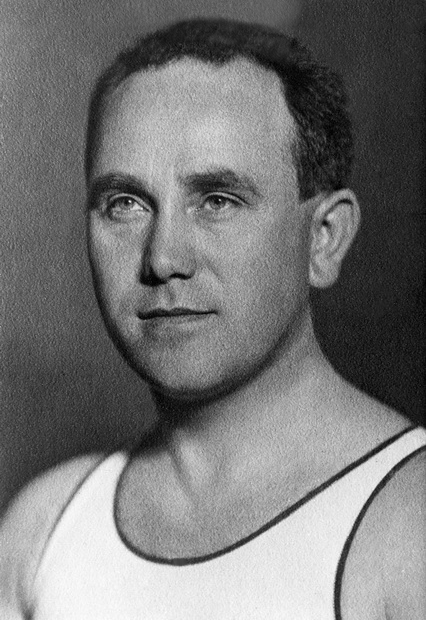
Ladislav Vaněk v sokolském cvičebním úboru

Ladislav Vaněk (19. června 1906 Olomouc – 5. října 1993 Praha) byl středoškolský učitel chemie a tělesné výchovy na IV. reálném gymnáziu v Brně, člen náčelnictva Československé obce sokolské a OSVO, zakladatel a vedoucí ilegální organizace Jindra, konfident gestapa a spolupracovník StB s krycím jménem „Horský“.

## Biografie

### Před 1945
Od mládí aktivní člen Sokola, postupně stoupal v jeho hierarchii. V roce 1935 se stal náčelníkem Milíčovy župy ve Vyškově. V roce 1939 už patřil k ústřednímu náčelnictvu Sokola, v roce 1940 několikrát zatčen brněnským gestapem, propuštěn na svobodu bez vznesení obvinění. Je pravděpodobné, ale nikoli prokázané, že už předtím, než založil Jindru, spolupracoval s gestapem. Člen sociální demokracie.
Po zatýkání představitelů Sokola v létě 1941 zůstal Vaněk jako náčelník štábu a poslední člen Sokolské revoluční rady jako jediný na svobodě v ilegalitě a vytvořil ze zbývajících sokolských struktur organizaci Jindra, která se podílela na domácím odboji. V roce 1942 se od sokola Jana Zelenky-Hajského dozvěděl o myšlence atentátu na Heydricha, nesouhlasil s ním  a napsal depeši exilové vládě v Londýně, žádající kromě legitimizace atentátu i jeho odvolání, odložení nebo změnu cíle. Tuto depeši předal Ladislav Vaněk veliteli výsadku Silver A Alfrédu Bartošovi 26. dubna 1942 v pražském bytě (Kodaňská 559/23) kpt. Jaroslava Procházky a Elišky Procházkové.
Vaněk byl 4. září 1942 zatčen pražským gestapem, tvrdě vyslýchán a později sepsal na gestapu třicetisedmistránkový protokol Jak jsem chtěl zabránit atentátu, kde vyzradil organizační strukturu odboje. Poté pomáhal usvědčovat dopadené členy Sokola a další osoby. Jako konfident gestapa nebyl transportován do koncentračního tábora, ale do konce války byl vězněn v sídle gestapa, v Petschkově paláci.

### Po 1945
V roce 1945 (v době Pražského povstání) se Vaněk postavil do čela správy Petschkova paláce. Vojenskému veliteli Prahy Vasiliji Nikolajeviči Gordovovi a důstojníkům sovětské Směrš předal cenné zajatce, pochytané gestapáky, mimo jiné např. generála Waffen-SS Willyho Weidermanna, velitele protiparašutistického oddělení Wilhelma Leimera, kriminálního vrchního tajemníka Williho Abendschöna, úředníka pražského gestapa Otto Galla, konfidenta gestapa Jaroslava Nachtmanna, Dresse, úředníka gestapa Alfreda Jägera a další, kteří byli odesláni do Sovětského svazu a zpět do Československa už kromě Nachtmanna nebyli vráceni. Vaněk později v 60. letech 20. století svědčil ve prospěch Nachtmanna, tehdy již spolupracovníka StB, a udržoval styky s bývalými konfidenty a gestapáky. Po roce 1945 se stal sekčním šéfem Ministerstva školství, později znovu učil na gymnáziu. U tzv. čestného soudu Obce sokolské byl obviněn, ale případ nebyl dořešen.
Marie Provazníková: "Po válce Vaněk přišel ke mně, přiznal se, že podlehl nesnesitelnému mučení a prosil za odpuštění. Vdova po starostovi Janu Kellerovi mi později vzkázala, že chce Vaňka udat Lidovému soudu, protože Vaněk svědčil proti jejímu manželovi. Žádala mě, abych se k jejímu udání připojila. To jsem odmítla, protože se neodvážím soudit lidi, kteří prošli utrpením nacistických výslechů."
Za komunismu spolupracoval rovněž s StB a stal se jejím konfidentem. Mohl se tak prezentovat jako významný odbojář a zamlčovat svou spolupráci s gestapem. Řadu mýtů, které si s atentátem na Heydricha dodnes spojujeme, vytvořil právě on (připisoval sám sobě řadu zásluh na jeho úspěšném provedení).